# Felipe Reyes
Felipe Reyes Cabanas (* 16. März 1980 in Córdoba, Andalusien) ist ein ehemaliger spanischer Basketballspieler. Der 2,04 m große Center/Power Forward verbrachte den größten Teil seiner Karriere bei Real Madrid, wo er unter anderem zwei Mal die EuroLeague gewinnen konnte. Mit der Nationalmannschaft erreichte er zehn Medaillen, darunter Gold bei der Weltmeisterschaft 2006 sowie den Europameisterschaften 2009, 2011 und 2015. In den Olympischen Spielen 2008 und 2012 erreichte er mit Spanien das Endspiel und 2016 den dritten Platz.

## Laufbahn
Felipe Reyes begann seine Karriere im Nachwuchs des Madrider Traditionsvereins Club Baloncesto Estudiantes. Sein Debüt für die erste Mannschaft feierte er am 4. Oktober 1998 in einem Ligaspiel gegen TAU Vitoria. Trotz seines jungen Alters stieg er schnell zu einer festen Größe bei Estudiantes auf, gewann 1999/2000 den spanischen Pokal und brachte es in der Liga in der Saison 2002/03 auf durchschnittlich 16,9 Punkte und 10,4 Rebounds. Im Sommer 2004 wechselte Reyes zum Stadtrivalen Real Madrid, wo er gleich in seiner ersten Spielzeit den Meistertitel gewinnen konnte. In der Saison 2006/07 eroberte er als Mannschaftskapitän mit Real Madrid nicht nur den zweiten Meistertitel, wo er zum MVP der Finalserie gegen den FC Barcelona gewählt wurde, sondern gewann auch den ULEB Cup durch ein 87:75 im Endspiel gegen Lietuvos rytas. In der Saison 2008/09 wurde er zum MVP der spanischen Meisterschaft gewählt. Am 14. Januar 2011 übertraf er mit 1.622 Rebounds den Klubrekord von Real Madrid, der bis zu diesem Zeitpunkt von Fernando Romay (1.620) gehalten wurde. In der Saison 2011/12 holte er mit seinem Klub den spanischen Pokal. In der Spielzeit 2012/13 gelang Real Madrid nach sechs Jahren wieder der Gewinn der spanischen Meisterschaft, Reyes selbst wurde erneut zum MVP der Finalserie gegen den FC Barcelona gewählt. Schon zu Saisonbeginn hatte er mit seinem Team den Supercup gewonnen. In der für den Klub historischen Saison 2014/15 holte er mit Real Madrid als Mannschaftskapitän alle möglichen Titel, die Triple Crown aus EuroLeague, spanischer Meisterschaft und Pokal sowie darüber hinaus auch noch den spanischen Supercup und den Intercontinental Cup. Reyes selbst wurde für seine herausragenden individuellen Leistungen zum MVP der spanischen Meisterschaft sowie ins All-EuroLeague First Team gewählt. In der Saison 2017/18 gelang ein weiterer Titel in der EuroLeague.
Im Sommer 2021 erklärte Felipe Reyes seinen Rücktritt vom aktiven Basketballsport. Zu diesem Zeitpunkt war er der Spieler mit den meisten Einsätzen und Rebounds in der Geschichte der spanischen Meisterschaft.

## Nationalmannschaft
Felipe Reyes spielte schon als Junior erfolgreich für die spanische Nationalmannschaft. Im Jahr 1998 gewann er mit den Junioren Gold bei der Europameisterschaft, 1999 folgte der Junioren-Weltmeistertitel. Am 17. August 2001 feierte Reyes sein Debüt für die A-Nationalmannschaft in einem Freundschaftsspiel gegen Israel. Mit seinem Land gewann er einmal Gold bei der Basketball-Weltmeisterschaft (2006), dreimal Gold (2009, 2011, 2015), zweimal Silber (2003, 2007) und einmal Bronze (2001) bei Europameisterschaften sowie die Silbermedaillen bei den Olympischen Spielen 2008 in Peking und  2012 in London und eine Bronzemedaille 2016 in Rio de Janeiro, wo er zugleich nach insgesamt 236 Einsätzen im Trikot der Iberer seine Nationalmannschaftskarriere beendete. Mit zehn Medaillen bei Großereignissen ist er einer der erfolgreichsten Spieler in der Geschichte des spanischen Basketballs.

## Sonstiges
Sein neun Jahre älterer Bruder Alfonso Reyes war ebenfalls ein bekannter Basketballprofi. Auch er begann seine Karriere bei Estudiantes und spielte von 2002 bis 2004 für Real Madrid. In der spanischen Nationalmannschaft brachte es auf insgesamt 140 Einsätze.

## Erfolge und Ehrungen

### Klub
CB Estudiantes
- Spanischer Pokal: 1999/2000

Real Madrid
- EuroLeague (2): 2014/15, 2017/18
- ULEB Cup: 2006/07
- Intercontinental Cup: 2015
- Spanische Meisterschaft (7): 2004/05, 2006/07, 2012/13, 2014/15, 2015/16, 2017/18, 2018/19
- Spanischer Pokal (6): 2011/12, 2013/14, 2014/15, 2015/16, 2016/17, 2019/20
- Spanischer Supercup (6): 2012, 2013, 2014, 2018, 2019, 2020

Ehrungen
- Im All-Star Team der ACB: 2001, 2003
- Bester Rebounder der Liga (354 Rebounds; 10,41 pro Spiel): 2002/03
- Bester Rebounder der Liga (271 Rebounds; 7,97 pro Spiel): 2004/05
- All-Tournament Team der Liga ACB: 2006/07, 2007/08, 2008/09, 2014/15
- MVP der Finalserie um die spanische Meisterschaft: 2007, 2013
- MVP der spanischen Meisterschaft: 2008/09, 2014/15
- All Euroleague First Team: 2014/15

### Nationalmannschaft
- 1998 Junioren-Europameister mit Spanien
- 1999 Junioren Weltmeister mit Spanien
- 2001 Bronze bei der Basketball-Europameisterschaft
- 2003 Silber bei der Basketball-Europameisterschaft
- 2006 Gold bei der Basketball-Weltmeisterschaft
- 2007 Silber bei der Basketball-Europameisterschaft
- 2008 Silber bei den Olympischen Spielen
- 2009 Gold bei der Basketball-Europameisterschaft
- 2011 Gold bei der Basketball-Europameisterschaft
- 2012 Silber bei den Olympischen Spielen
- 2015 Gold bei der Basketball-Europameisterschaft
- 2016 Bronze bei den Olympischen Spielen

| Personendaten    | Personendaten                              |
| ---------------- | ------------------------------------------ |
| NAME             | Reyes, Felipe                              |
| ALTERNATIVNAMEN  | Reyes Cabanas, Felipe (vollständiger Name) |
| KURZBESCHREIBUNG | spanischer Basketballspieler               |
| GEBURTSDATUM     | 16. März 1980                              |
| GEBURTSORT       | Córdoba, Spanien                           |